# Svalejaure
Svalejaure är en sjö i Krokoms kommun i Jämtland och ingår i Indalsälvens huvudavrinningsområde. Sjön har en area på 0,17 kvadratkilometer och ligger 807,5 meter över havet. Vid provfiske har röding fångats i sjön.

## Delavrinningsområde
Svalejaure ingår i det delavrinningsområde (708420-138336) som SMHI kallar för Utloppet av Svalejaure. Medelhöjden är 856 meter över havet och ytan är 1,34 kvadratkilometer. Det finns ett avrinningsområde uppströms, och räknas det in blir den ackumulerade arean 5,55 kvadratkilometer. Vattendraget som avvattnar avrinningsområdet har biflödesordning 3, vilket innebär att vattnet flödar genom totalt 3 vattendrag innan det når havet efter 310 kilometer. Avrinningsområdet består mestadels av kalfjäll (88 procent). Avrinningsområdet har 0,16 kvadratkilometer vattenytor vilket ger det en sjöprocent på 12,2 procent.